# Herb gminy Mielec
Herb gminy Mielec – symbol gminy Mielec, ustanowiony 21 kwietnia 1998.

## Wygląd i symbolika
Herb przedstawia na tarczy dzielonej z prawa w skos w polu górnym czerwonym srebrny topór ze złotym toporzyskiem, a w polu dolnym błękitnym złoty półksiężyc z sześcioramienną gwiazdą. Jest to połączenie herbu Topór (rody Ossolińskich i Tęczyńskich) oraz Leliwa (ród Morsztynów). 